# Szerb ortodox egyház
A szerb ortodox egyház egyike a tizenöt autokefál (önálló) ortodox egyháznak. Istentiszteleti nyelve az egyházi szláv és a modern irodalmi szerb.
A szerb egyház 1219-ben nyerte el önállóságát. Első érseke Szent Száva, Stefan Nemanja nagyzsupán legkisebb fia volt, aki a görögországi Áthosz hegyén tette le a szerzetesi fogadalmat az 1190-es években. Az egyház hívei ma elsősorban Szerbiában, Montenegróban, Bosznia és Hercegovinában, Horvátországban, Szlovéniában, Romániában, Európa több államában, illetve az USA-ban, Kanadában, Ausztráliában és Új-Zélandon élnek.

## Története
Az egyház feje a pátriárka. Teljes titulusa: Peć (albánul Pejë, törökül és magyarul régiesen Ipek) érseke, Belgrád és Karlóca metropolitája, a szerbek pátriárkája. A 45. szerb egyházfő 2010. január 23-tól Irinej (sz. Vidova, 1930. augusztus 28. – † 2020. november 20.), eredeti nevén Miroslav Gavrilović, korábbi niši püspök.
Az egyház legmagasabb döntéshozó testülete a Szent Püspöki Zsinat (Свети Архијерејски Сабор). Tagjai a pátriárka, a metropoliták, a püspökök és a vikárius püspökök. Évente kétszer, tavasszal és ősszel ülésezik, általában Belgrádban illetve valamelyik kiemelkedő jelentőségű monostorban.
Szintén fontos szerepet tölt be a Szent Püspöki Szinódus (Свети Архијерејски Синод), amely a pátriárkából és négy püspökból áll. A Szinódus tagjai jelenleg a következők: Amfilohije montenegrói metropolita, Hrizosztom zsicsai püspök, Hrizosztom bihácsi és petrovaci püspök, valamint Filaret mileševói püspök

## Szakadások
A hívek egy része csatlakozott Rómához. Ez a Kőrösi egyházmegye néven ismert uniátus keleti katolikus egyház.

## Egyházmegyék
A szerb ortodox egyháznak jelenleg 32 egyházmegyéje van. Négy egyházmegye van Észak-Amerikában és kettő Ausztráliában.

## Magyarországi jelenlét
- Budai szerb ortodox egyházmegye

Püspöke Lukijan Pantelić budai püspök, a temesvári szerb ortodox egyházmegye adminisztrátora. A püspöki helynök Vojiszláv Gálity protoierej-sztavrofor. Három esperessége van: a budai (székhelye: Szentendre, esperese: Lazar Pajtić protoierej) a mohácsi (székhelye: Mohács, esperese: Lazar Pajtić protoierej) és a szegedi (székhely: Szeged, esperese: Pavle Kaplan protonamesnik). Két monostor tartozik hozzá: az egyik Ráckevén (Pest vármegye) található, temploma az Istenszülő elhunytának van szentelve, a másik Grábócon (Tolna vármegye), temploma a Szent Arkangyaloknak van szentelve.
A püspökség székhelye Szentendrén van. Itt található az a gazdag gyűjtemény is, amely az ország minden részéből bemutatja a hazai szerbség értékes egyházművészeti kincseit, régi ikonokat, díszes kelyheket, papi ruhákat és evangéliumokat, valamint kézírásos és nyomtatott istentiszteleti könyveket. Itt őriznek több, a középkori magyarországi szerb monostorok és templomok jogait biztosító császári és szultáni okiratot.

## Lásd még
- Magyarországon működő egyházak, felekezetek listája
- A szerbek vallási identitása
- Szerb pátriárkák listája